# サミー・ケイ
サミー・ケイ（Sammy Kaye、1910年3月13日 – 1987年6月2日）は、アメリカ合衆国の歌手バンドマスター、作曲家であり、 彼の代表曲は「ハーバーライト」で、1950年代後半からのナンバーワンヒット曲であった。

## テレビ
サミー・ケイは以下の番組に出演した。
- The Sammy Kaye Show on CBS Television (1951–52)
- The Sammy Kaye Show on NBC Television (summer 1953)
- So You Want to Lead a Band on ABC Television (1954–55)
- Sammy Kaye's Music From Manhattan on ABC (1958–59)[2]

## 参照
- Daddy (Sammy Kaye song)